# Environmental Systems Research Institute
Pour les articles homonymes, voir ESRI.
 (septembre 2013).
Esri (pour Environmental systems research institute) est une société américaine pionnière du concept logiciel SIG (Système d'Information Géographique). Depuis 1969, Esri développe un système SIG complet : ArcGIS. 

## Histoire
Esri a été fondée en 1969, par Jack Dangermond (président et détenteur de Esri en 2013) en tant que compagnie de consultants en aménagement du territoire. 
En 1982, Esri commercialise le premier logiciel SIG, appelé Arc/info. Très onéreux, il fonctionne sur micro-ordinateur puis sur station de travail.
Le siège de la société est basé aux États-Unis, à Redlands, en Californie.

## Esri dans le monde
Esri est implanté aux États-Unis et dans le monde entier grâce à un réseau de 80 distributeurs. Cette société, éditrice du système SIG ArcGIS, emploie plus de 3 000 personnes aux États-Unis. 
Selon l'analyste Daratech, Esri est le leader mondial du marché des logiciels SIG, suivi de Intergraph et GE Energy ce qui en fait l’acteur de référence en matière de géomatique et de SIG.

## Événements et programmes Esri

### Conférence utilisateurs
Esri organise chaque année au mois de juillet sa conférence internationale à San Diego. Cet événement a reçu en 2016 16 000 participants de 110 pays pendant cinq jours. De nombreux autres événements thématiques sont organisés tout au long de l’année.

### Programme de conservation
Depuis 1989, le programme de conservation d'Esri aide les ONG à réaliser leurs missions de conservation de la nature. Pour ce faire, Esri fournit ses logiciels de SIG, ses données, la formation nécessaire à leur utilisation, et l’aide à la coordination entre les organisations. Ce programme est nommé NPO (Non Profit Organization).